# Santiago Rodríguez Taverna
Santiago Rodríguez Taverna (ur. 16 lipca 1999 w Buenos Aires) – argentyński tenisista.

## Kariera tenisowa
W 2022 roku zadebiutował w imprezie Wielkiego Szlema podczas turnieju French Open po przejściu kwalifikacji, przegrywając w pierwszej rundzie z Taylorem Fritzem.
W karierze wygrał jeden turniej ATP Challenger Tour w grze pojedynczej.
W rankingu gry pojedynczej najwyżej był na 157. pozycji (29 sierpnia 2022), a w klasyfikacji gry podwójnej na 144. miejscu (8 kwietnia 2024).

### Zwycięstwa w turniejach ATP Challenger Tour

#### Gra pojedyncza
| Końcowy wynik | Nr | Data            | Turniej      | Nawierzchnia | Przeciwnik                | Wynik finału     |
| ------------- | -- | --------------- | ------------ | ------------ | ------------------------- | ---------------- |
| Zwycięzca     | 1. | 9 stycznia 2022 | Tigre        | Ceglana      | Facundo Díaz Acosta       | 6:4, 6:2         |
| Zwycięzca     | 2. | 4 maja 2025     | Porto Alegre | Ceglana      | Nikolás Sánchez Izquierdo | 4-6, 6-4, 7-6(6) |